# Romi u Vojvodini
Romi su jedna od nacionalnih manjina u autonomnoj pokrajini Vojvodini u Republici Srbiji.

## Naseljenost
Prema popisu 2002., u Vojvodini živi 29.057 Roma i čine 1,43% stanovništva. Prosječne su dobi od 26 godina.
Najviše su grupirani u općinama Nova Crnja (6,83%), Beočin (6,51%) i Novi Kneževac (5,04%).
Prema okruzima, brojčana distribucija prema popisu 2002. je:
- Južnobački okrug: 6.053
- Zapadnobački okrug: 1.941
- Sjevernobački okrug: 1.680
- Sjevernobanatski okrug: 3.944
- Srednjobanatski okrug: 5.682
- Južnobanatski okrug: 6.268
- Srijemski okrug: 3.489

U Vojvodini nema naselja (gradova, sela) s romskom većinom, no postoje gradske četvrti i predgrađa kojima su stanovnici uglavnom Romi: 
- Bangladeš, Novi Sad, romsko predgrađe Novog Sada
- Depresija, Novi Sad, romska četvrt u Novom Sadu
- Šangaj, Novi Sad, romska četvrt u Novom Sadu
- Veliki Rit, romska četvrt u Novom Sadu
- Mali London, romska četvrt u Pančevu

## Povijest
Prvi se Romi naseljavaju na područje današnje Vojvodine za vrijeme Turskog Carstva u 16. stoljeću. Za turske vlasti su Romi uglavnom živjeli u gradovima, ali i u selima, u odvojenim naseljima zvanim "cigan-mala". Uglavnom su bili kovači ili glazbenici. 
Veliki broj Roma se doselio na područje Vojvodine u 17. i 18. st., kada su habsburške vlasti izdale nekoliko dokumenata u svezi s Romima (1761., 1767. i 1783.). Za vrijeme revolucija 1848., Romi su bili na srpskoj strani.
Za vrijeme Drugog svjetskog rata su bili metom progona od strane vlasti osovinskih država. 

## Kultura
Romski jezik nije službenim jezikom u Vojvodini, ali se uči u nekim školama.
RTV Vojvodina emitira dnevni program na romskom jeziku.
Postoji nekoliko izdanja na romskom jeziku.

## Podgrupe
Romi su posebice integrirani s drugim narodima, posebice sa Srbima, Rumunjima i Mađarima. Ovisno o skupinom s kojom su više integrirani, poznati su kao srpski Romi, rumunjski Romi ili mađarski Romi. Kod Roma diljem svijeta je česta etnička mimikrija, pa se često izjašnjavaju kao pripadnici većinskog naroda ili kao pripadnici naroda s kojim su više bili u kontaktu odnosno s većinskim narodom iz države odakle su došli, pa se Romi često izjašnjavaju kao Srbi, Rumunji, Mađari, Makedonci, Muslimani, Jugoslaveni i slično te je iz tog razloga broj Roma koji se vidi u statistikama znatno manji od stvarnog broja.

## Poznati vojvođanski Romi
- Trifun Dimić, romolog i književnik
- Janika Balaž, glazbenik (tamburica)
- Boža Nikolić, pjevač
- Asan Gurić, pjevač

## Stanje prema popisima
- 1948.: 7.585 (0,4%)
- 1991.: 24.895 (1,2%)
- 2002.: 29.057 (1,4%)
- 2011.: 42.391 (2,19%)[1]

## Vanjske poveznice
- Romi u Vojvodini  Arhivirana inačica izvorne stranice od 15. ožujka 2009. (Wayback Machine)
- Sudjelovanje Roma u vojvođanskoj vlasti  Arhivirana inačica izvorne stranice od 1. listopada 2011. (Wayback Machine)